# Sjöjungfru (Jerichau Baumann)
Sjöjungfru (danska: En havfrue) är en serie oljemålningar av Elisabeth Jerichau Baumann. Den finns i åtminstone fyra versioner; den mest berömda målades 1873 och såldes av konstnären 1877 till bryggaren Carl Jacobsen som sedermera grundade Ny Carlsberg Glyptotek där den är utställd idag.
Den av tyska föräldrar i Warszawa födda Jerichau Baumann var nära vän till H.C. Andersen som 1837 skrev sagan Den lilla sjöjungfrun. De träffades för första gången i Rom där hon bodde 1845–1849 och där hon även träffade sin make, den danske skulptören Jens Adolf Jerichau. Hon porträtterade författaren flera gånger (se bildgalleri) som också var gudfar till hennes dotter Caroline Nanny. Hennes första version av sjöjungfrumotivet utfördes redan 1847. 1863 års version gav hon 2 april 1868 till författaren i födelsedagspresent som då diktade följande som tack:
| ” | Du raader over Farvernes Pragt! Du Sjæl har i Havfruens Øjne lagt: Et Blink fra Dig selv, fra Aandens Magt! Min Tak her i fattige Ord er sagt. | „ |

H.C. Andersens sjöjungfrumålning ingår sedan 1999 i samlingarna på Brandts i Odense. Hennes två andra målningarna med detta motiv finns i privata samlingar.
Den mest berömda konstnärliga bearbetningen av Andersens saga är Den lille havfrue, Edvard Eriksens skulptur från 1913 på Langelinie i Köpenhamn.

## Relaterade målningar

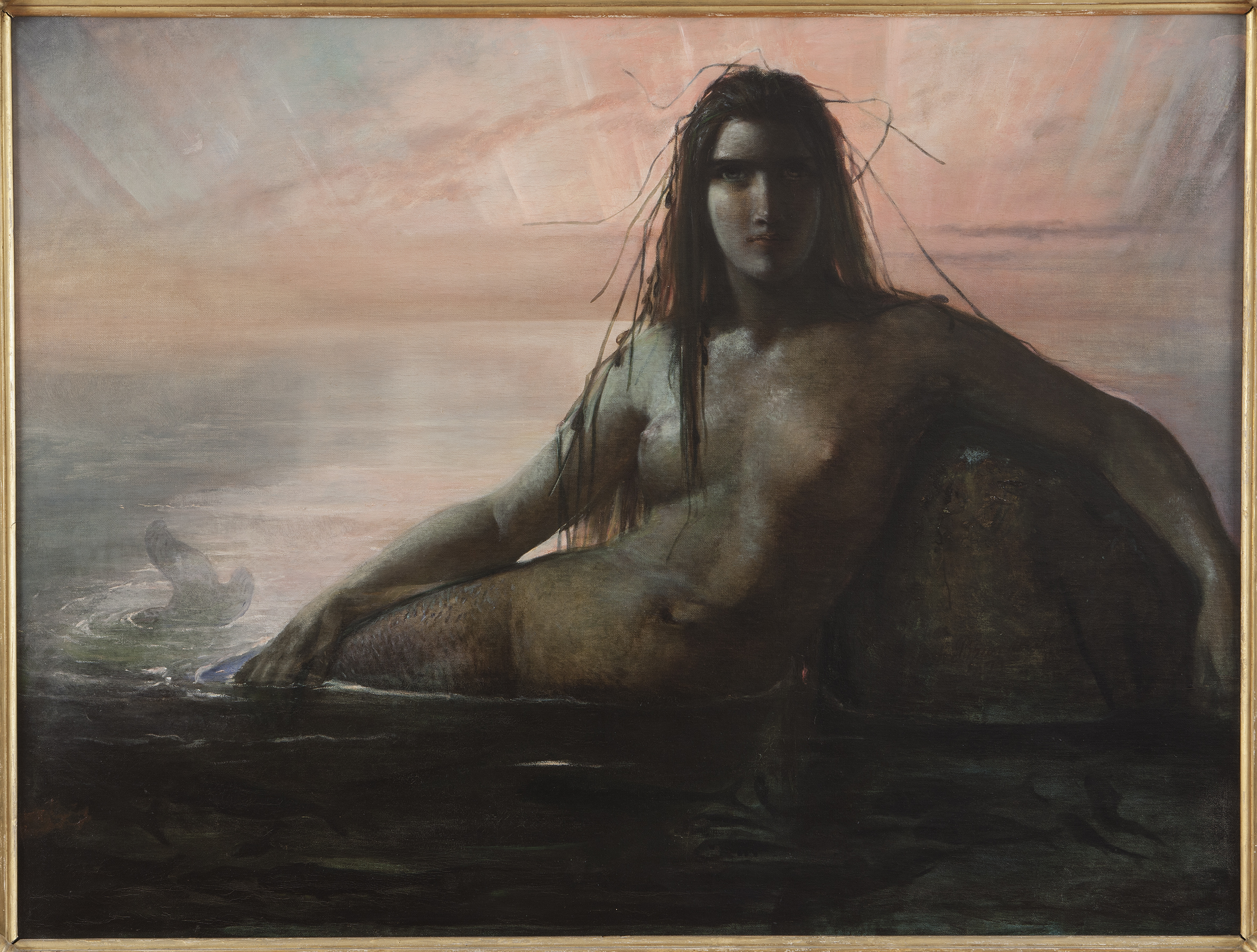
1847 års version. Privat ägo. 120 x 150 cm, olja på duk.
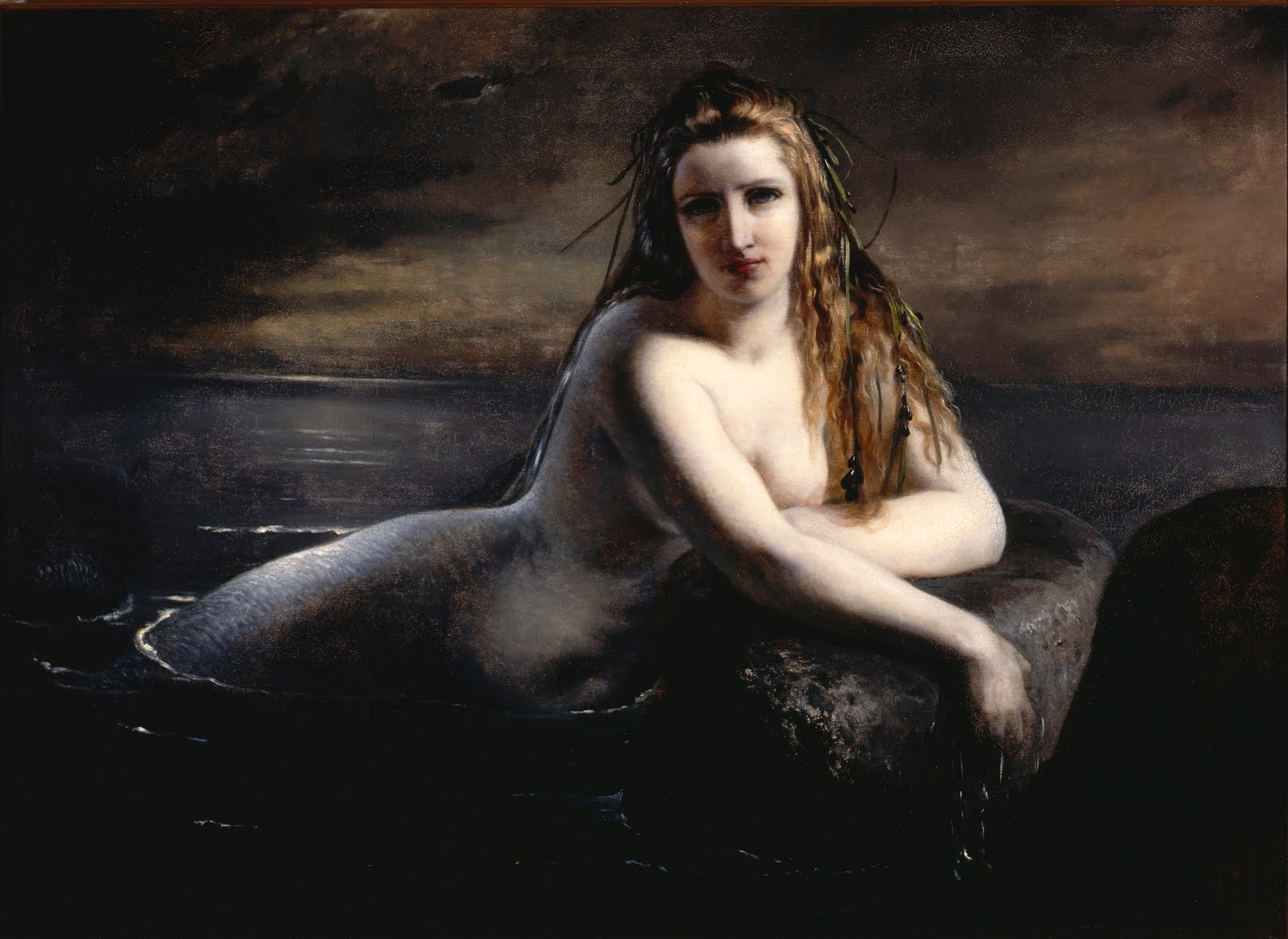
1863 års version ingår i samlingarna på Brandts i Odense. 135 x 95 cm, olja på duk.
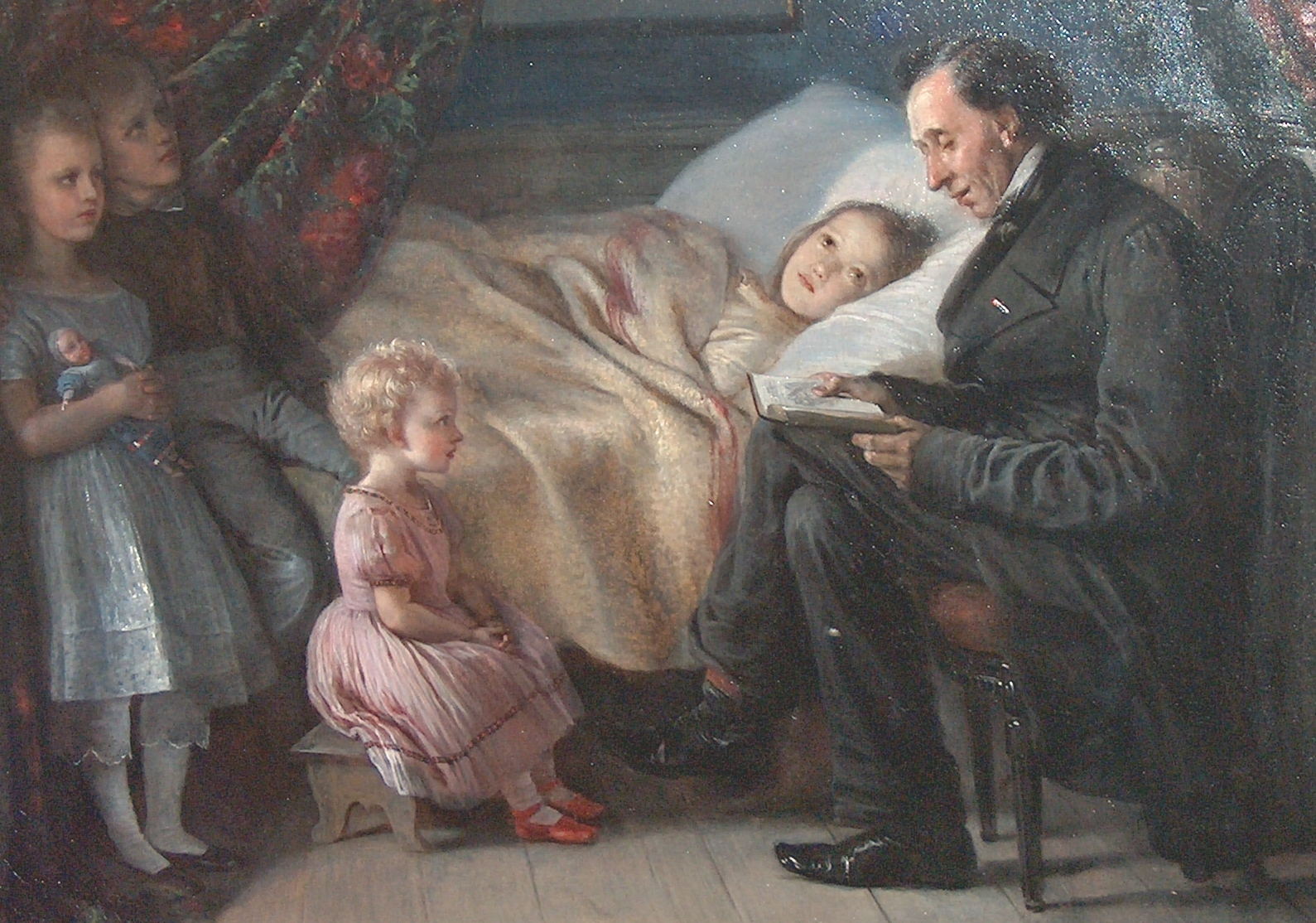
H.C. Andersen läser historien “Engelen” for konstnärens barn (1862) av Jerichau Baumann. Utställd på H.C. Andersens Hus i Odense.